# Carl Ludwig Blume

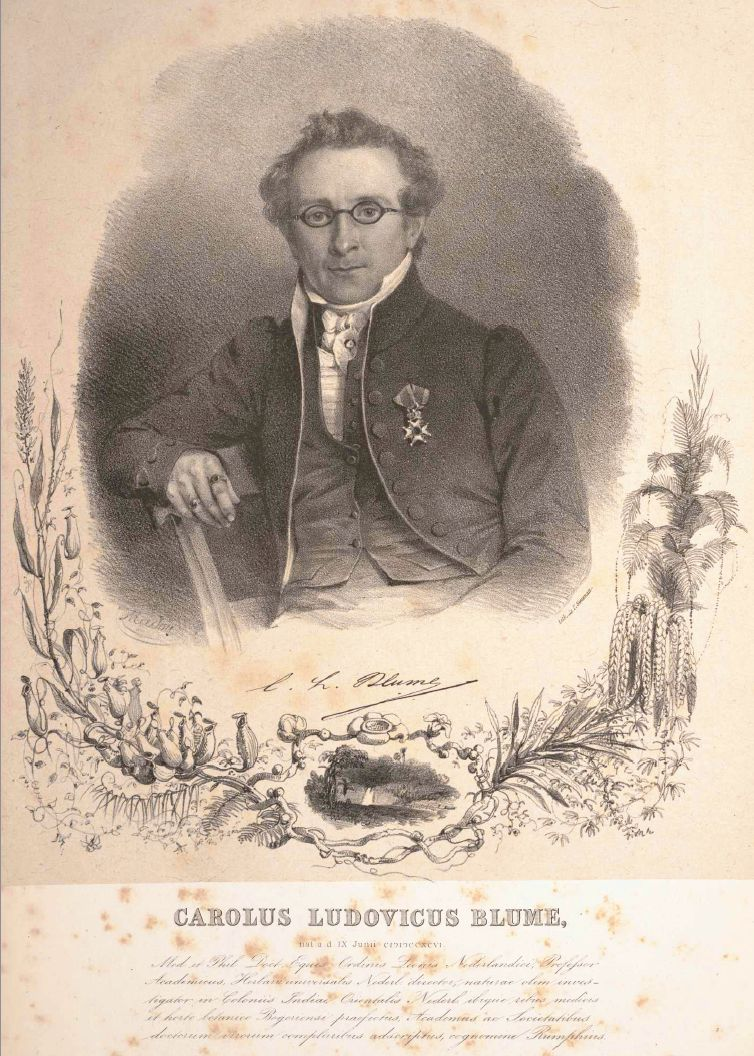
Carl Ludwig Blume, Abbildung aus Rumphia Band 3 (1847)

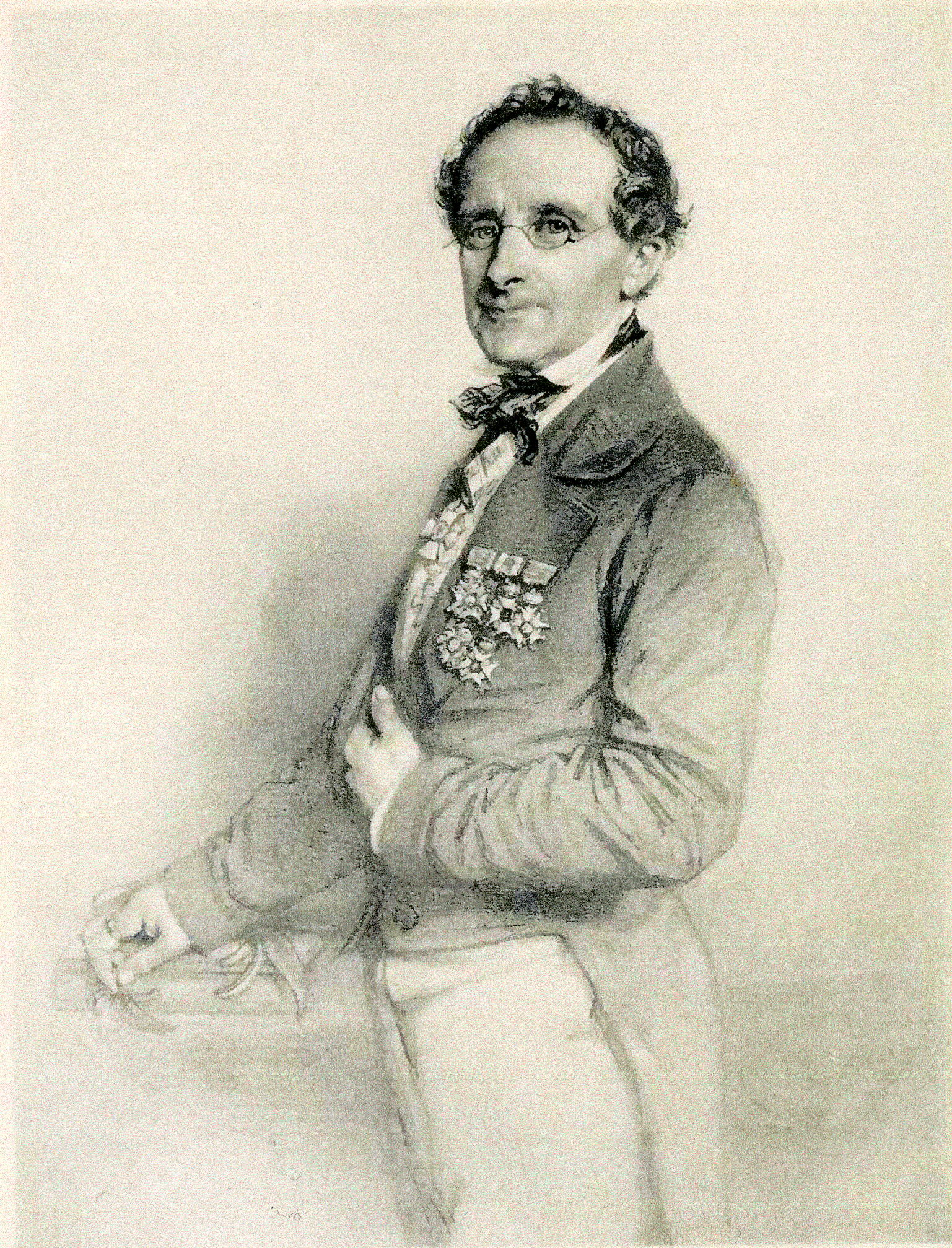
Carl Ludwig Blume, Abbildung in Indisch natuuronderzoek (1915)

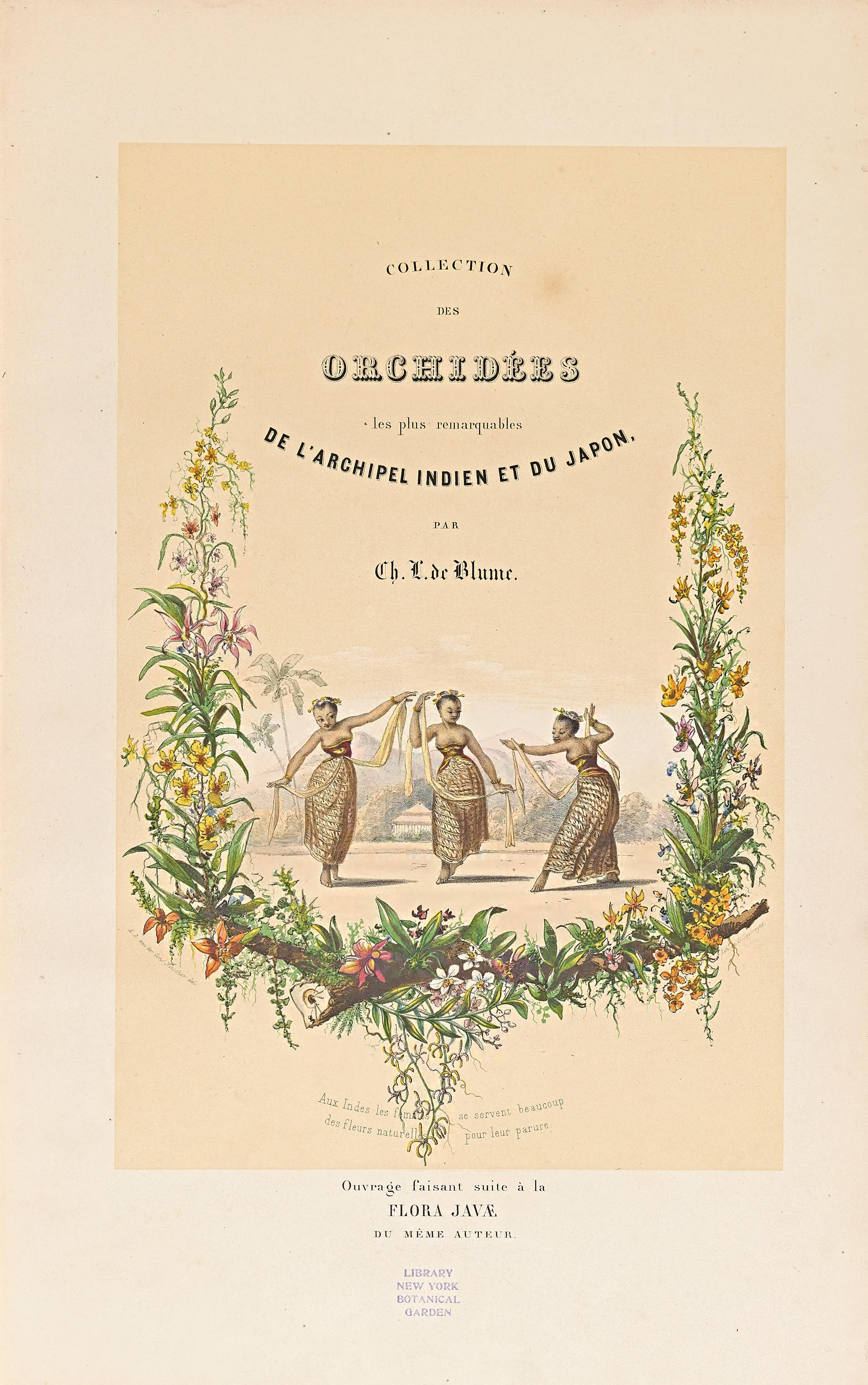
Frontispiz der Collection des Orchidées (1858)

Carl Ludwig Ritter von Blume (* 9. Juni 1796 in Braunschweig; † 3. Februar 1862 in Leiden) war ein deutsch-niederländischer Botaniker. Seine Verdienste liegen hauptsächlich in der Erforschung und Klassifizierung der indonesischen (damaliger Begriff: „ostindischen“) Pflanzenwelt. Sein botanisches Autorenkürzel lautet „Blume“; früher war auch das Kürzel „Bl.“ in Gebrauch.

## Leben und Wirken
Blume war ein Sohn von Christiaan Nicolaus Ludwig Blume, einem Kaufmann, und dessen Frau Mesuline Caroline Sophie Drechsler. Er studierte an der Universität Leiden.
Im Jahre 1818 ging Blume im Auftrag seines Lehrers und Förderers Sebald Justinus Brugmans als Naturforscher nach Batavia (Jakarta). Auf den Sunda-Inseln lebte er bis 1827 und sammelte Pflanzen. Bei seiner Heimkehr brachte er über 3000 Pflanzenarten mit.
Blume wurde Professor für Naturgeschichte an der Universität von Leiden und Direktor des Rijksherbariums in Leiden.
Blume veröffentlichte zahlreiche wissenschaftliche Schriften mit Abbildungen, die unter anderem von Johann Arckenhausen geschaffen wurden.

## Ehrungen
Im Jahr 1818 wurde Blume zum Mitglied der Gelehrtenakademie Leopoldina gewählt. Er wurde als korrespondierendes Mitglied in die Königlich Niederländische Akademie der Wissenschaften (KNAW) gewählt. Seit 1829 war er Mitglied der Académie royale des Sciences, des Lettres et des Beaux-Arts de Belgique und seit 1851 korrespondierendes Mitglied der Académie des sciences.
1829 wurde er zum Hofrat und Ritter vom Orden des niederländischen Löwen ernannt.
Die Gattungen Blumea DC. aus der Pflanzenfamilie der Korbblütler (Asteraceae) und Blumella Tiegh. aus der Pflanzenfamilie der Riemenblumengewächse (Loranthaceae) sind nach ihm benannt. Weitere Gattungen, die nach ihm benannt sind, sind Blumeodendron (Müll.Arg.) Kurz aus der Familie der Wolfsmilchgewächse (Euphorbiaceae) und Blumeorchis Szlach. aus der Familie der Orchideen (Orchidaceae).

## Schriften (Auswahl)
- Dissertaio inauguralis medica, de Arsenico et Ratio ne qua in Animalia agit. Leiden 1817 (Digitalisat) – Dissertation.
- Catalogus van eenige der merkwaardigste zoo in- als uit-heemsche gewassen, te vinden in ’s lands plantentuin te Buitenzorg. [Batavia 1823] (Digitalisat).
- Tabellen en platen voor de Javaansche Orchideeën. Lands Drukkerij, Batavia 1825 (Digitalisat).
- Bijdragen tot de flora van Nederlandsch Indië. 17 Teile, Ter Lands Drukkerij, Batavia 1825–1826 (Digitalisate).
- Enumeratio plantarum Javae et insularum adjacentium. 2 Teile, J. W. van Leeuwen, Leiden 1827–1828 (Teil 1, Teil 2).
  - Neuausgabe: F. et H. Hartmann, Haaga 1830, 2 Teile (Teil 1, Teil 2).
- Flora Javae nec non insularum adjacentium. 2 Bände in 42 Teilen, J. Frank, Brüssel 1828–1851 (Digitalisat) – mit Johann Baptist Fischer.
- De novis quibusdam plantarum familiis expositio et olim jam expositarum enumeratio. 1833 – Preprint
  - = Tijdschrift voor natuurlijke geschiedenis en physiologie. Band 1, Amsterdam 1834, S. 131–162 (Digitalisat).
- Rumphia, sive commentationes botanicae imprimis de plantis Indiae orientalis. 4 Bände, 1835–1848[–1849] (Digitalisate).
- Museum botanicum Lugduno-Batavum sive stirplum exoticarum, novarum vel minus cognitarum ex vivis aut siccis brevis expositio et descriptio. 2 Bände, E. J. Bril, Leiden 1849–1851[–1857], (Band 1 in 24 Teilen, Band 2 in 16 Teilen).
- Antwoord aan den heer W. H. de Vriese: opheldering van de inlichtingen van den heer Fr. Junghuhn. C. L. Couvée, Leiden 1850 (Digitalisat).
  - = Algemeene Konst- en Letterbode voor het Jaar 1850. 2. Teil, 1850, S. 99–109, 114–123 (Digitalisat).
- Flora Javae et insularum adjacentium nova series. C. G. Sulpke, Amsterdam 1858[–1859] (Digitalisat).
  - Collection des orchidées les plus remarquables de l’Archipel indien et du Japon C. G. Sulpke, Amsterdam 1858[–1859] (Digitalisat).